# Gira Quiero Contarte
Fue la séptima gira de la cantante gaditana Merche, como presentación de su último disco en el mercado "Quiero Contarte" (lanzado en noviembre de 2014).

## Repertorio
- Acto 1

Introducción
1. «Mentira»
2. «Te Espero Cada Noche»
3. «Todo Legara»
4. «Dilo Tu Primero»
5. «Mirame , Aqui Me Tienes»
6. «Dos Amigos»
7. «Perro y Gato»

- Acto 2

1. «Solo Tu»
2. «Le Deseo/Eres Tu/Cal Y Arena/Si Te Manchas/Vendre Por Ti»
3. «No Me Quiero Enamorar»
4. «Nana»

- Acto 3

1. «Vive El Momento»
2. «Ya No Me Digas Lo Siento/Bombon/No Me Pidas Mas Amor/Me Han Vuelto Loca/Luna»
3. «Te Vas»
4. «Abre Tu Mente»
5. «Te Espero Cada Noche (Con Alguien Del Publico)»

## Fechas
| Europa                   |                         |        |                                        |
| 29 de noviembre de 2014  | Barcelona               | España | Teatro Barts                           |
| 12 de diciembre de 2014  | Cádiz                   | España | Gran Teatro Falla                      |
| 13 de diciembre de 2014  | Huelva                  | España | Teatro Casa Colon                      |
| 13 de enero de 2015      | Sevilla                 | España | Teatro López De Vega                   |
| 5 de febrero de 2015     | Alicante                | España | Teatro Princicpal                      |
| 6 de febrero de 2015     | Manresa                 | España | Teatro Kursaal                         |
| 20 de febrero de 2015    | Cádiz                   | España | Plaza de San Antonio                   |
| 27 de febrero de 2015    | Castelldefels           | España | Teatro Plaza                           |
| 13 de marzo de 2015      | Bilbao                  | España | Teatro Campos Eliseos                  |
| 14 de marzo de 2015      | Gijón                   | España | Casino de Asturias                     |
| 17 de marzo de 2015      | Málaga                  | España | Teatro Cervantes                       |
| 14 de abril de 2015      | San Juan Despí          | España | Auditorio Miquel Martí I Pol           |
| 25 de abril de 2015      | San José del Valle      | España | Recinto ferial                         |
| 16 de mayo de 2015       | Guardo                  | España | Pabellón municipal de Guardo           |
| 24 de mayo de 2015       | Getafe                  | España | Plaza de la Constitución               |
| 6 de junio de 2015       | Mallorca                | España | Auditorium de Mallorca                 |
| 12 de junio de 2015      | Coslada                 | España | Campo de fútbol La Vía                 |
| 26 de junio de 2015      | San Juan                | España | Plataforma Mina las Calas              |
| 27 de junio de 2015      | Zamora                  | España | Plaza Mayor                            |
| 21 de julio de 2015      | Madrid                  | España | Puente del Rey                         |
| 25 de julio de 2015      | Moraña                  | España | Recinto ferial                         |
| 29 de julio de 2015      | Fuerteventura           | España | Playa Sotavento                        |
| 7 de agosto de 2015      | Ávila                   | España | Centro Lienzo Norte                    |
| 15 de agosto de 2015     | Sada                    | España | Plaza Suárez Picopalo                  |
| 21 de agosto de 2015     | Málaga                  | España | Auditorio municipal                    |
| 28 de agosto de 2015     | Villarejo de Salvanés   | España | Plaza de España                        |
| 30 de agosto de 2015     | Jodar                   | España | Auditorio municipal                    |
| 11 de septiembre de 2015 | Almodóvar del Campo     | España | Plaza de Toros                         |
| 3 de octubre de 2015     | Barcelona               | España | Gran Casino De Barcelona               |
| 10 de octubre de 2015    | Barcelona               | España | Gran Casino De Barcelona               |
| 17 de octubre de 2015    | Barcelona               | España | Gran Casino De Barcelona               |
| 23 de octubre de 2015    | Tarragona               | España | Gran Casino De Tarragona               |
| 24 de octubre de 2015    | Barcelona               | España | Gran Casino De Barcelona               |
| 31 de octubre de 2015    | Barcelona               | España | Gran Casino De Barcelona               |
| 12 de febrero de 2016    | Viladecans              | España | Atrium                                 |
| 4 de marzo de 2016       | Elche                   | España | Gran Teatro Elche                      |
| 19 de marzo de 2016      | Pola                    | España | Pola Park                              |
| 17 de mayo de 2016       | León                    | España | Aparcamiento del estadio Reino de León |
| 28 de mayo de 2016       | Arroyomolinos           | España | Recinto ferial                         |
| 11 de junio de 2016      | Marbella                | España | Recinto ferial                         |
| 16 de julio de 2016      | Bilbao                  | España | San Vicente de Baracaldo               |
| 21 de julio de 2016      | Torre del Mar           | España | Recinto ferial                         |
| 23 de julio de 2016      | Villanueva de la Serena | España | Recinto ferial                         |
| 15 de agosto de 2016     | Mellid                  | España | Cantón de San Roque                    |
| 28 de agosto de 2016     | Noya                    | España | Paseo da Alameda                       |
| 4 de septiembre de 2016  | Daimiel                 | España | Recinto ferial                         |
| 8 de septiembre de 2016  | Yaiza                   | España | Plaza de los remedios                  |
| 13 de septiembre de 2016 | Cehegín                 | España | Recinto ferial                         |
| 17 de septiembre de 2016 | Mejorada del Campo      | España | Explanada Miguel Hernández             |
| 24 de septiembre de 2016 | Zafra                   | España | Caseta municipal de Zafra              |
| 8 de octubre de 2016     | Pilar de la Horadada    | España | Recinto ferial                         |
| 25 de noviembre de 2016  | Valladolid              | España | Teatro Zorrilla                        |

- Datos: Q30914572